# Búlgarus
Búlgarus fue un abogado italiano del siglo XII. Fue el alumno más famoso de Irnerio.
Su nombre se traduce literalmente como "búlgaro". Con sus obras y concepto sentó las bases de lo que hoy se llama Derecho continental. Derecho continental se basa en el Corpus iuris civilis.
Su nombre hereda la capilla de la Universidad de Bolonia, que aún lleva su nombre y se traduce literalmente como "Virgen María de los Búlgaros".